# 除濕機

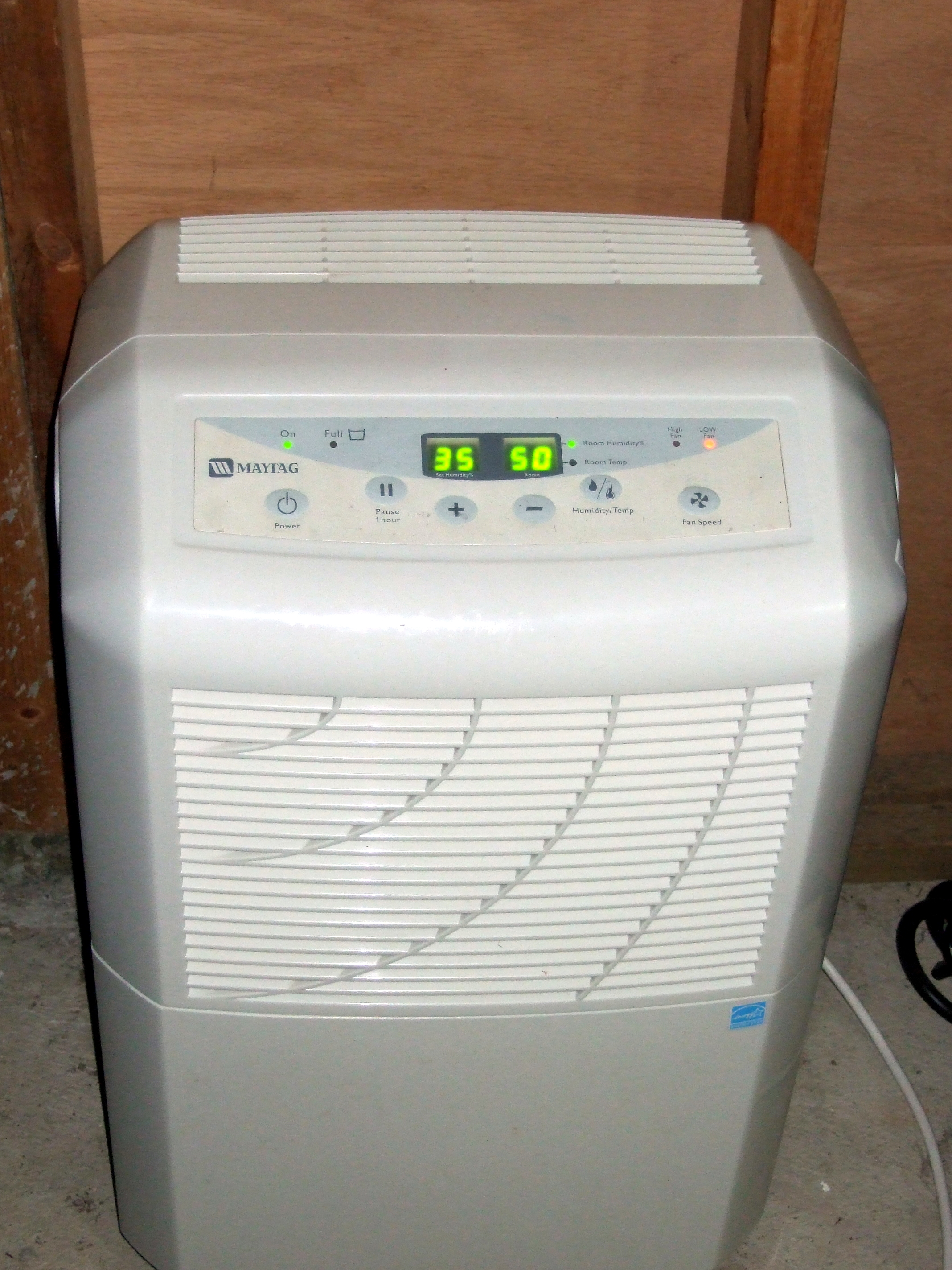
除濕機

除濕機是一種家用電器，用來降低空間中的濕度。一般使用除濕器主要是為了健康的因素，潮濕的空氣會助長黴菌的增生，而引發許多健康的問題。空氣中的相對濕度最好是在30%至50%之間。濕度太高（85%或以上）會使人們感到不舒服，會導致水蒸氣凝結，曬衣服不容易乾，並且睡得不安穩。另外，高濕度也會引來許多昆蟲，如蠹魚子（蕈蛾科）、跳蚤和蟑螂等。

## 歷史
第一台除濕機是由美國發明家威利斯·開利（Willis Carrier）於1902年製造，目的是對布魯克林的一家印刷廠進行除濕，開利認為這項發現激發了他後來在空調領域的成果。

## 運作原理

### 致熱
熱風
使用電熱線藉由通電加熱使空氣膨脹，將密閉空間內的空氣排出，藉以達到熱風除濕的效果。常用於食品加工。

### 凝結
壓縮式
壓縮式除濕機由壓縮機、熱交換器、風扇、盛水器、機殼及控制器組成。其工作原理是：由風扇將潮濕空氣抽入機內，通過熱交換器，此時空氣中的水分冷凝成水珠，變成乾燥的空氣排出機外，如此循環使室內濕度降低。大多數使用壓縮機的空調系統帶有除濕功能，冷氣運作時即可除濕，除濕機有別於冷氣將熱能排到戶外，除濕機的熱排位於冷排後面將冷風再加熱，故可在不冷卻空氣的情形下進行除濕。
電子式

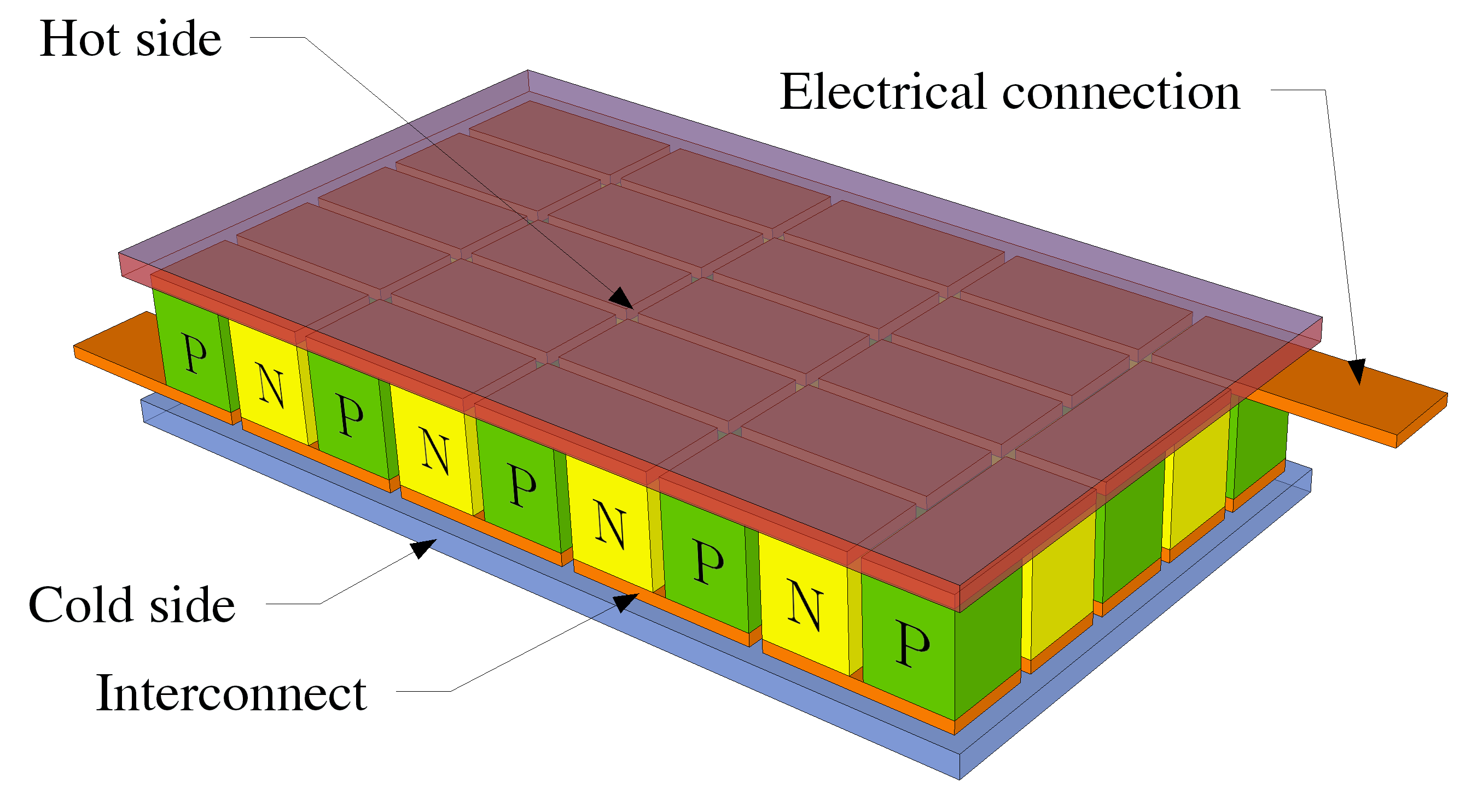
Peltier element的結構圖

與壓縮式相同，分別是使用一種叫致冷晶片的半導體電子零件制冷。

### 交換
與燃料電池的原理類似。當將電壓施加到附著到氫離子的多孔電孔，在陰極側（除濕側）水分被離解成氫離子（H +）和氫：氧離子通過離子移到陰極與氧在空氣中反應化合成水排出

### 吸附材質
熱石式
使用一種叫熱石的物料吸收空氣中的水分後，移到另一環境中用一些方法（例如加熱）取出水分，然後再放回原位再吸濕。
除濕輪

## 品質與安全
在2007年發生數件除濕機起火案例。一些除濕機可能因為继电器不良、控制基板電容器不良，而引起自燃。有關單位呼籲消費者關注，以免發生意外造成生命或財產損失。

## 另見
- 防潮箱
- 加溼器